# Село Шамши Калдаякова (Туркестанская область)
Село Шамши Калдаякова (каз. Шәмші Қалдаяқов, до 2006 г. — Караконыр) — село в Отырарском районе Туркестанской области Казахстана. Административный центр Караконырского сельского округа. Код КАТО — 514839100.

## Население

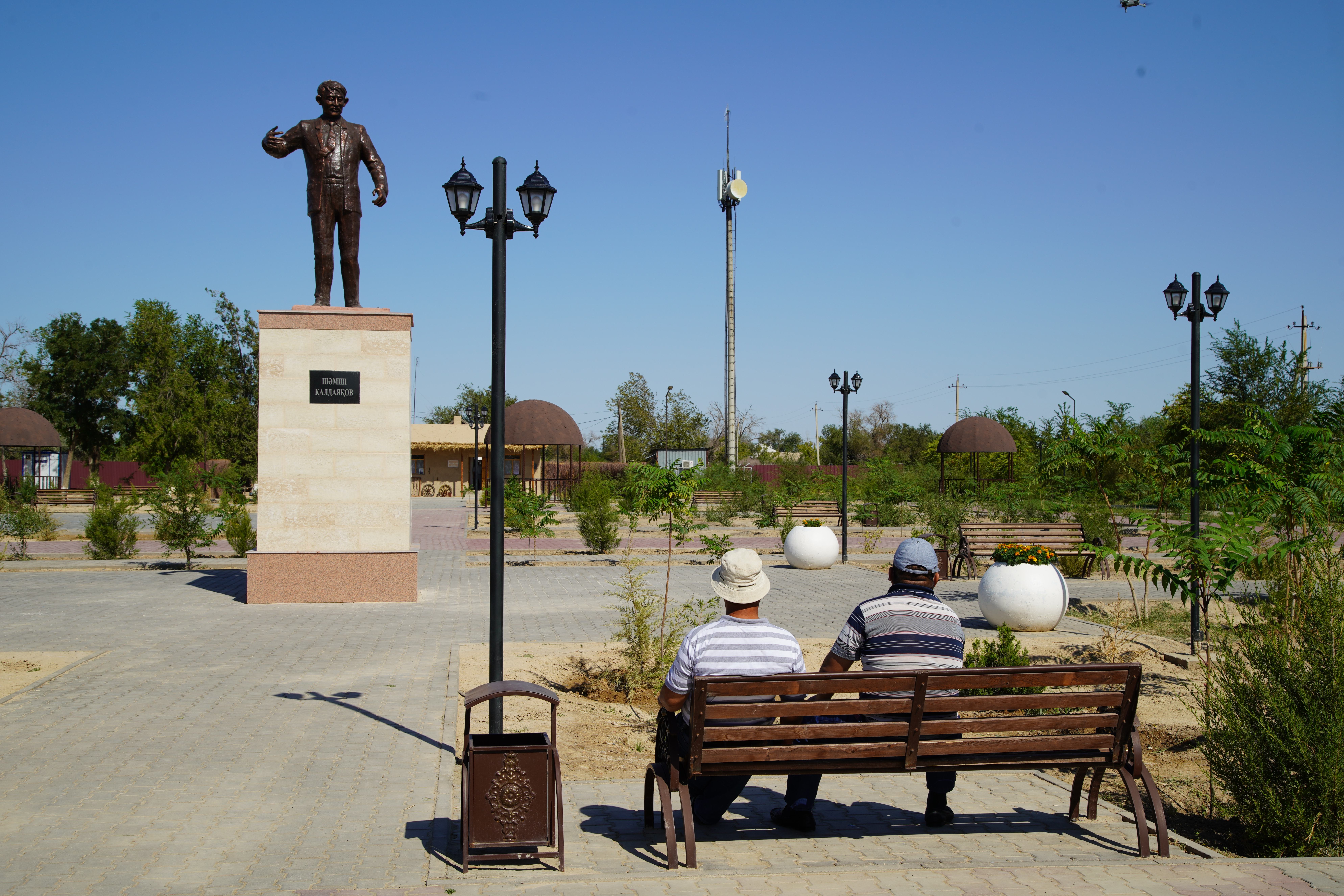
Парк Шамши в селе

В 1999 году население села составляло 2247 человек (1133 мужчины и 1114 женщин). По данным переписи 2009 года, в селе проживало 2048 человек (1036 мужчин и 1012 женщин).